# 신전면
신전면(薪田面)은 대한민국 전라남도 강진군에 위치한 면이다.

## 개요
신전면은 청정해역인 강진만의 해안선을 따라 이어진 간천지와 시원한 바다가 조화를 이루는 곳이다. 간척지에서 생산된 쌀과 바다에서는 낙지, 바지락, 고막 등 풍부한 수산자원이 주민들의 소득원이 되고 있다. 인근에 다산초당과 백련사, 골프장 등이 위치한다.

## 법정리
- 수양리
- 용월리
- 벌정리
- 송천리
- 사초리
- 용화리
- 영관리

## 교육
- 신전초등학교 (용월리)
- 신전남초등학교 (폐교) - 신전면 운주로 366 (송천리)

## 어항
- 사초항